# Décès en septembre 2009
Décès
- 2005
- 2006
- 2007
- 2008
- 2009
- 2010
- 2011
- 2012
- 2013

Pour une information complémentaire, voir la page d'aide.

## Septembre 2009
| Date          | Nom                                 | Activités                                                                                                  | Âge      | Source |
| ------------- | ----------------------------------- | --- | -------- | --- |
| 1er septembre | Christiane de Casteras              | Peintre féministe française                                                                                | 84       | |
| 1er septembre | Moumin Bahdon Farah                 | Homme politique djiboutien.                                                                                | 69       | |
| 1er septembre | Barry Flanagan                      | Sculpteur britannique.                                                                                     | 68       | |
| 2 septembre   | Jean Amoureux                       | Chef de chœur, Musicien, fondateur des Petits Chanteurs d'Asnières et cofondateur des Poppys.              | 84       | |
| 2 septembre   | Joël Holmès                         | Chanteur, compositeur et parolier français.                                                                | 81       | |
| 2 septembre   | Christian Poveda                    | Reporter-photographe et réalisateur français.                                                              | 54       | |
| 2 septembre   | Yeduguri Sandinti Rajasekhara Reddy | Homme politique indien.                                                                                    | 60       | |
| 2 septembre   | Mohamed Alí Seineldín               | Colonel de l'armée argentine.                                                                              | 75       | |
| 3 septembre   | Jean-Claude Massoulier              | Chanteur, parolier et acteur français.                                                                     | 77       | |
| 3 septembre   | John M. Stephens (en)               | Ancien joueur de football américain.                                                                       | 43       | |
| 6 septembre   | Sim                                 | Humoriste et acteur français.                                                                              | 83       | |
| 7 septembre   | Frank Coghlan Jr.                   | acteur américain                                                                                           | 93       | |
| 7 septembre   | Eddie Locke                         | Musicien de jazz américain.                                                                                | 79       | |
| 8 septembre   | Aage Niels Bohr                     | Physicien danois, Prix Nobel de physique en 1975, fils de Niels Bohr.                                      | 87       | |
| 8 septembre   | Mike Bongiorno                      | Journaliste et présentateur télévisé italo-américain.                                                      | 85       | |
| 9 septembre   | Michael Galasso                     | Compositeur, chef d'orchestre et violoniste américain.                                                     | 60       | |
| 9 septembre   | Léon Glovacki                       | Footballeur international français.                                                                        | 81       | |
| 9 septembre   | André Lejeune                       | Homme politique français, sénateur (PS) de la Creuse, maire de Guéret de 1978 à 1998.                      | 74       | |
| 11 septembre  | Gertrude Baines                     | Supercentenaire américaine, Doyenne de l'Humanité.                                                         | 115      | |
| 11 septembre  | Juan Almeida Bosque                 | Militaire, politicien, écrivain, poète et compositeur cubain.                                              | 82       | |
| 11 septembre  | Ramiro Musotto                      | Percussionniste argentin.                                                                                  | 55       | (en) |
| 11 septembre  | Zakes Mokae                         | Acteur sud-africano-américain.                                                                             | 75       | (en) |
| 11 septembre  | Jean-François Prigent               | Footballeur français.                                                                                      | 65       | |
| 11 septembre  | Jim Carroll                         | Écrivain, poète et musicien punk américain.                                                                | 60       | (en) |
| 11 septembre  | Yoshito Usui                        | Mangaka Japonais - auteur du manga Crayon Shin-Chan                                                        | 51       | |
| 12 septembre  | Norman Borlaug                      | Agronome américain. Prix Nobel de la paix en 1970.                                                         | 95       | |
| 12 septembre  | Jack Kramer                         | Tennisman américain, ancien vainqueur de Wimbledon et organisateur de tournées professionnelles de tennis. | 88       | |
| 12 septembre  | Willy Ronis                         | Photographe français                                                                                       | 99       | |
| 12 septembre  | Jacques Sourth                      | Peintre, affichiste, dessinateur et poète français                                                         | 62       | |
| 12 septembre  | Maurice Titran                      | pédiatre français                                                                                          | 65       | |
| 13 septembre  | Paul Burke                          | Acteur américain.                                                                                          | 83       | |
| 13 septembre  | Assaf Ramon                         | Pilote des Forces aériennes et spatiales israéliennes. Fils de l'astronaute Ilan Ramon.                    | 48       | |
| 14 septembre  | Henry Gibson                        | Acteur américain (« Boston Justice »).                                                                     | 73       | |
| 14 septembre  | Darren Sutherland                   | Boxeur irlandais. Médaillé de bronze aux Jeux olympiques d'été de 2008 dans la catégorie « poids moyens ». | 27       | |
| 14 septembre  | Patrick Swayze                      | Acteur, danseur, chanteur et producteur américain. Vedette du film Dirty Dancing.                          | 57       | |
| 15 septembre  | Troy Kennedy-Martin                 | Scénariste britannique.                                                                                    | 77       | |
| 16 septembre  | Eloise Giblett                      | Généticienne américaine.                                                                                   | 88       | |
| 16 septembre  | Filip Nikolic                       | Acteur et chanteur français, ancien membre du groupe 2Be3                                                  | 35       | |
| 18 septembre  | Brian Filipi                        | Footballeur italien, attaquant du Ravenne Calcio                                                           | 20       | |
| 19 septembre  | Ganda Fadiga                        | Griot soninké de nationalité malienne                                                                      | 59 ou 60 | |
| 19 septembre  | Daw Khin Myint Myint                | Femme d'affaires birmane                                                                                   | 65       | |
| 19 septembre  | Joseph Sardou                       | Évêque catholique français, archevêque émérite de Monaco                                                   | 86       | |
| 19 septembre  | Madeleine Jegouzo                   | Résistante française.                                                                                      | 95       | |
| 20 septembre  | John Hart                           | Acteur américain.                                                                                          | 91       | |
| 20 septembre  | Zeferino dos Prazeres               | Homme politique santoméen.                                                                                 | 49       | |
| 21 septembre  | Robert Ginty                        | Acteur américain.                                                                                          | 60       | |
| 21 septembre  | Parviz Meshkatian                   | Compositeur et musicien iranien.                                                                           | 54       | |
| 22 septembre  | Lucy Vodden, née O'Donnell          | Amie d'enfance de Julian Lennon, la « Lucy » de la chanson Lucy in the Sky with Diamonds des Beatles.      | 46       | |
| 22 septembre  | Lin Xiling                          | Dissidente chinoise résidant en France                                                                     | 74       | Pierre Haski, « Lin Xiling l'indomptable, mort d'une dissidente chinoise à Paris », sur Rue89, nouvelobs.com, 22 septembre 2009 |
| 24 septembre  | François Cadet                      | Acteur français.                                                                                           | 77       | (fr) |
| 24 septembre  | Nelly Arcan                         | Auteure québécoise.                                                                                        | 36       | |
| 25 septembre  | Pierre Falardeau                    | Cinéaste, écrivain, pamphlétaire et militant indépendantiste québécois.                                    | 62       | |
| 25 septembre  | Alicia de Larrocha                  | Pianiste espagnole.                                                                                        | 86       | |
| 26 septembre  | Claude d'Yd                         | Acteur français.                                                                                           | 87       | |
| 26 septembre  | Zygmunt Chychla                     | Boxeur polonais. Médaillé d'or aux Jeux olympiques d'été de 1952 dans la catégorie des "welters".          | 82       | |
| 26 septembre  | Ragnar von Holten                   | Peintre, graveur, illustrateur et conservateur de musée suédois.                                           | 75       | |
| 27 septembre  | René Bliard                         | Footballeur international français.                                                                        | 76       | |
| 27 septembre  | Pierre-Christian Taittinger         | Homme politique français, ancien Sénateur et ancien maire du 16e arrondissement de Paris                   | 83       | |
| 28 septembre  | Best Ogedegbe                       | Footballeur nigérian. Vainqueur de la Coupe d'Afrique des nations en 1980.                                 | 55       | (en) |
| 30 septembre  | Bruno Lussato                       | Informaticien et enseignant français.                                                                      | 76       | |
| 30 septembre  | Victor Van Schil                    | Coureur cycliste belge                                                                                     | 69       | |